# Kamionka (powiat nidzicki)
Kamionka (niem. Königlich Kamiontken, w latach 1931–1945 Steinau) – wieś w Polsce położona w województwie warmińsko-mazurskim, w powiecie nidzickim, w gminie Nidzica. W latach 1975–1998 miejscowość należała administracyjnie do województwa olsztyńskiego.

## Historia
Wieś została założona w 1371 r. na 24 łanach. W 1455 Kamionka była własnością Jana Gołuchowskiego i była na prawie chełmińskim. W 1818 r. we wsi mieszkało 59 osób w dziewięciu domach. W 1858 r. wieś obejmowała obszar 1334 morgów. W 1871 we wsi było 15 domów z 103 mieszkańcami, w tym 7 obcokrajowców, 83 ewangelików i 18 katolików. Pod koniec XIX we wsi założono szkołę. W 1890 r. w Kamionce było 18 domów, zamieszkałych przez 84 osoby. W 1939 r. we wsi mieszkało 143 osoby. We wsi funkcjonuje Garncarska Wioska oraz ogrody pokazowe (Rajskie Ogrody).

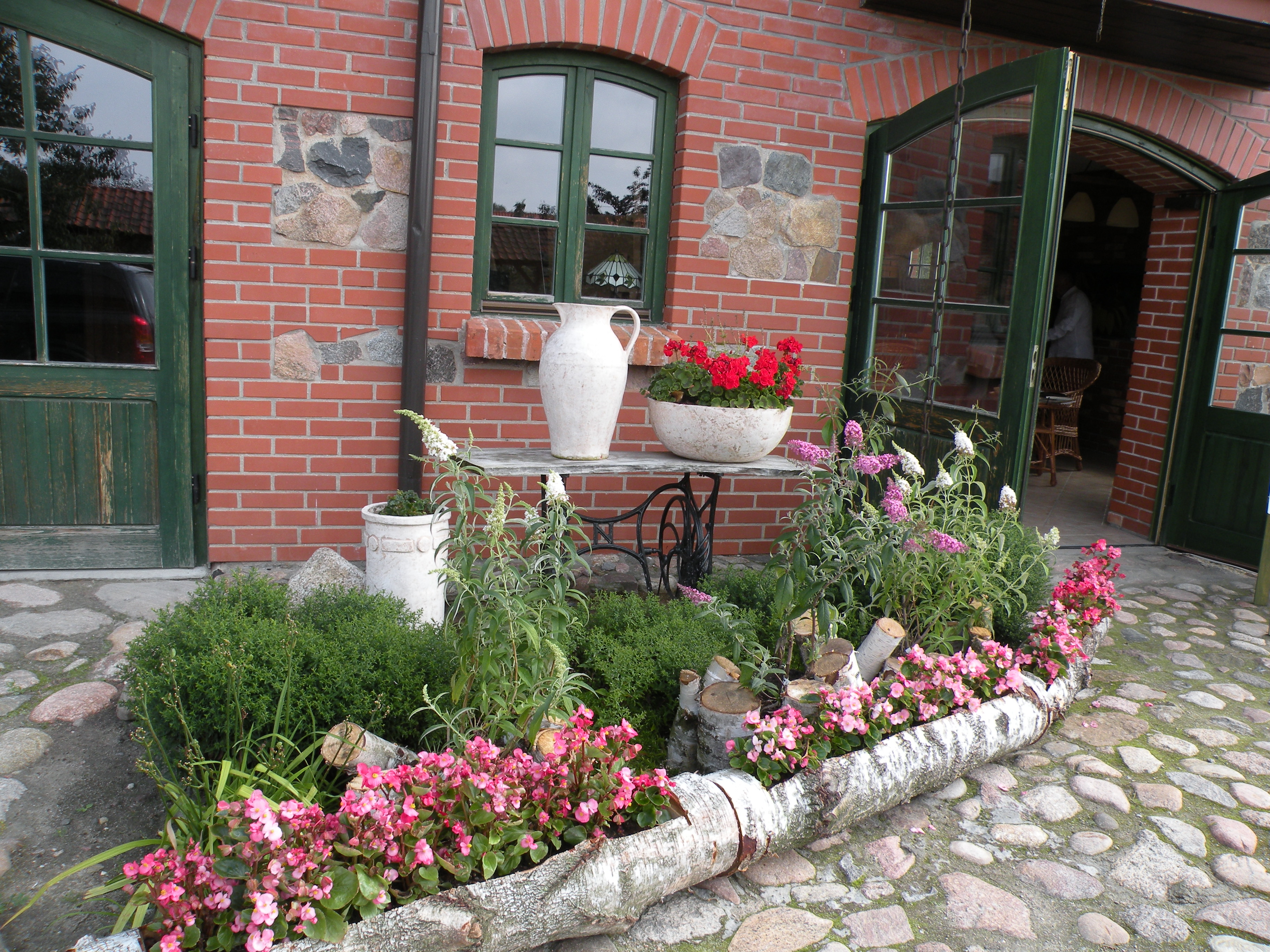
Wioska Garncarska w Kamionce
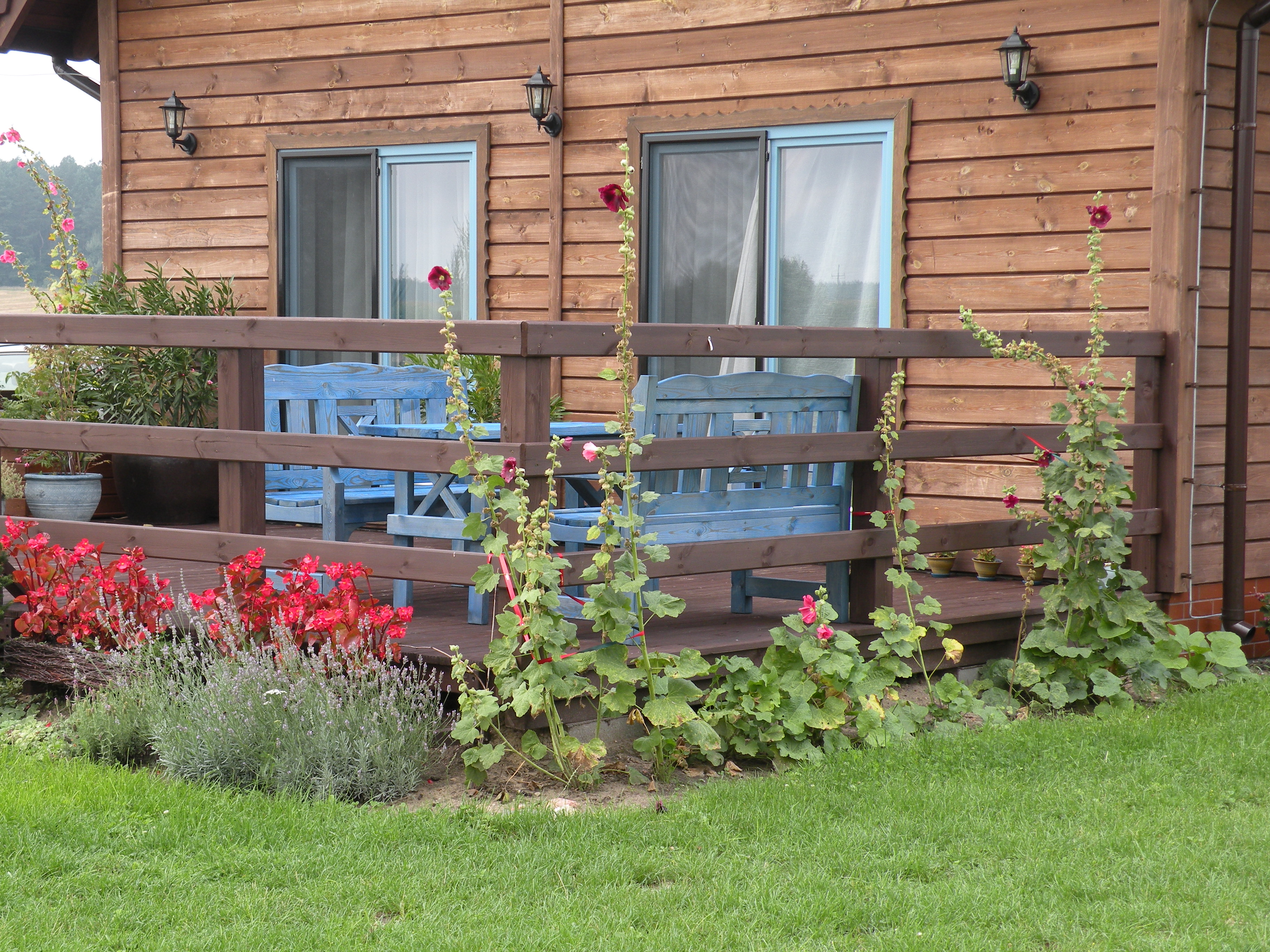
Świetlica wiejska w Garncarskiej Wiosce
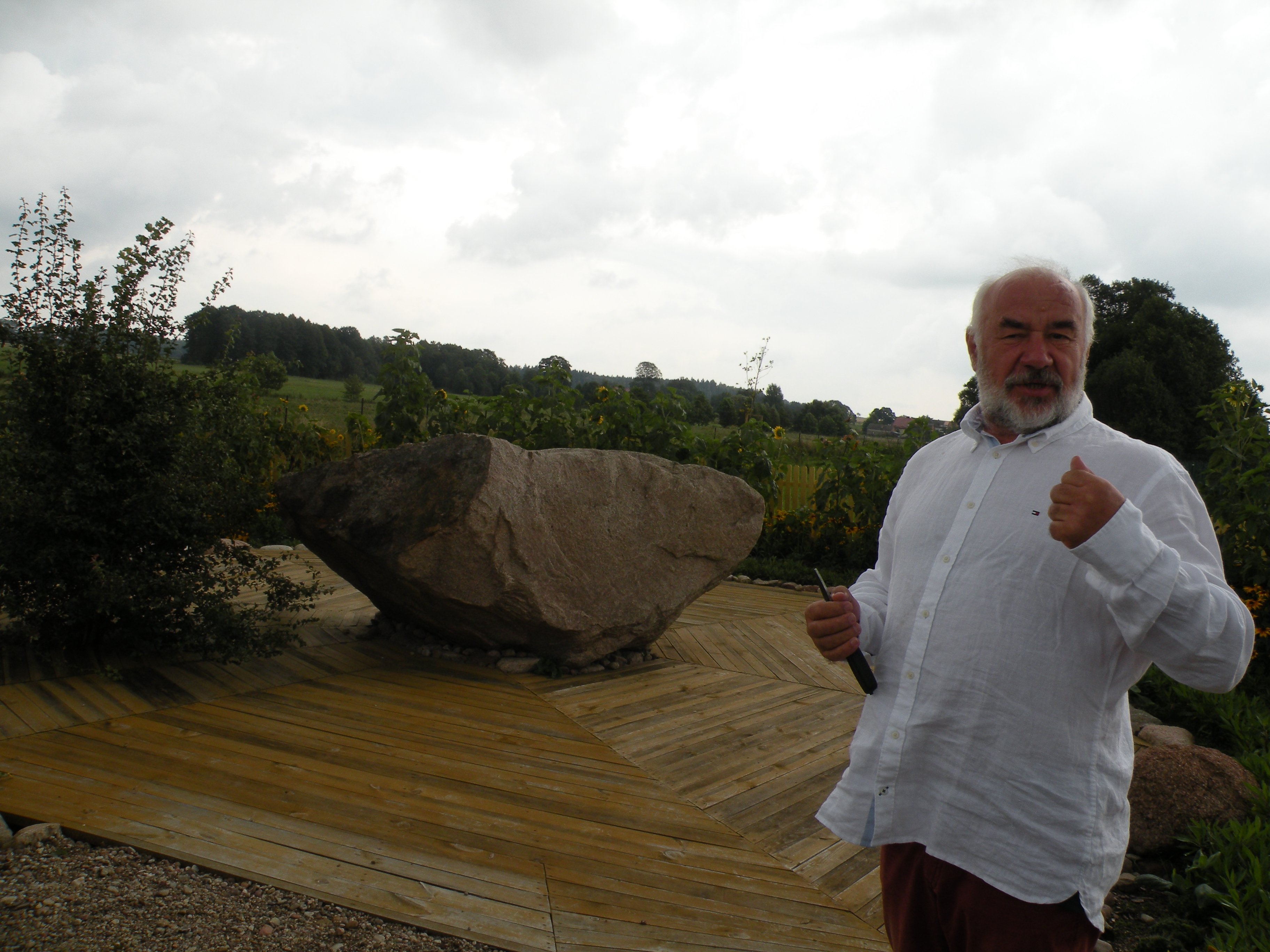
Krzysztof Margol w ogrodach pokazowych